# Schöndorf (Turyngia)
Schöndorf – miejscowość i gmina w Niemczech, w kraju związkowym Turyngia, w powiecie Saale-Orla, wchodzi w skład wspólnoty administracyjnej Ranis-Ziegenrück.